# Janina Walczak-Budzicz
Janina Walczak-Budzicz, z domu Jarosz (ur. 1950 w Zakopanem) – polska malarka na szkle i poetka.

## Życiorys
Popularnej na Podhalu techniki malowania na szkle nauczył ją pierwszy mąż – Zdzisław Walczak, znany twórca ludowy, artysta malarz i muzykant. Wcześnie docenione zostały walory artystyczne obrazów Janiny Walczak-Budzicz, doskonała kompozycja, swobodna kolorystyka malowideł. W obrazach artystki oprócz tradycyjnych podhalańskich kolorów utrzymanych w odcieniach ciepłej czerwieni, błękitu i żółci, śmiało ze sobą zestawionych, oddzielonych ciemnobrązowym lub czarnym konturem, uwidacznia się tendencja do nadania malowidłom ogólnej tonacji brązów, zieleni i fioletów. Tematem jej prac są najczęściej tradycyjne przedstawienia religijne, postaci świętych oraz sceny zbójnickie i obyczajowe. Wśród obrazów o tematyce sakralnej upodobała sobie szczególnie wizerunki Madonny i Aniołów. Malując postaci świętych szczególną uwagę przywiązuje do opracowania partii twarzy, wyrażających ludzkie uczucia niepokoju, smutku czy radości. Sceny zbójnickie wyrażają ekspresję, dynamikę i żywotność.
Dorobek artystyczny Janiny Walczak-Budzicz był prezentowany na wielu wystawach zbiorowych i indywidualnych w kraju (Zakopane, Warszawa, Białystok, Kazimierz n. Wisłą, Radom, Toruń, Zielona Góra, Łódź, Wrocław, Kalisz, Kraków, Rabka, Częstochowa, Lublin) i za granicą (Norwegia, Rosja, Niemcy, Francja, Kanada, Chiny (Pekin), Peru (Lima) oraz Słowacja: Nitra, Detva, Púchov, Stary Smokowiec, Tatrzańska Łomnica, Terchová – na Międzynarodowym Festiwalu Folklorystycznym „Janošikove Dni”.
Janina Walczak-Budzicz jest również uznaną poetką, publicystką i działaczką społeczną. Pisze gwarą i językiem literackim. Kilkanaście lat współpracowała z ośrodkami kultury na Słowacji, organizując wystawy podhalańskiej twórczości ludowej, swoje własne oraz wystawy twórców słowackich w Polsce. Uczyła również malarstwa na szkle dzieci i młodzież słowacką.
Prowadziła kursy malowania na szkle w Polsce (w Lublinie – dla Polonii z Francji, Toruniu i Zakopanem – kurs dla dorosłych i dla dzieci w Związku Podhalan oraz nauczanie w szkołach i Gminnym Ośrodku Kultury w Białym Dunajcu). Była założycielem i wieloletnim prezesem Tatrzańskiego Koła Stowarzyszenia Twórców Ludowych oraz wiceprezesem Zarządu Głównego STL jednej kadencji. W latach 90. prowadziła w regionalnym radiu „Alex” dwie autorskie audycje radiowe: etnograficzną, pt. „W malowanej skrzyni” i „Horni chłopcy” – o Tatrzańskim Ochotniczym Pogotowiu Ratunkowym. Zorganizowała ponad 30 monograficznych wystaw twórców ludowych Podhala oraz zaprojektowała ich oprawę graficzną.
Od 2000 r. do 2005 r. prowadziła w Zakopanem wystawienniczą Galerię Sztuki Politechniki Krakowskiej „Stara Polana”, organizując comiesięczne wernisaże, koncerty, spektakle teatralne, spotkania literackie i muzyczne, posiady regionalne, promocje książek itp.
Twórczość malarska Janiny Walczak-Budzicz uhonorowana została wielokrotnie nagrodami w konkursach krajowych i międzynarodowych (Dni Kultury Europejskiej w Częstochowie). Za działalność artystyczną i społeczną otrzymała odznaczenia: Srebrny i Złoty Krzyż Zasługi, nagrodę Ministra Kultury i Sztuki za całokształt twórczości i propagowanie kultury ludowej, odznakę Zasłużony Działacz Kultury oraz Zasłużony dla Związku Podhalan i Regionu Podhala.
W 2004 r. otrzymała prestiżową Nagrodę im. Oskara Kolberga za zasługi dla kultury ludowej i całokształt pracy w tej dziedzinie.

## Wystawy indywidualne
- 1981 r. „Malarstwo ludowe na szkle Janiny Jarosz z Zakopanego” – Muzeum Wsi Radomskiej.
- 1982 r. „Poranek w Muzeum” – Toruń, Muzeum Etnograficzne – wystawa przy spotkaniu z poezją autorki.
- 1983 r. „Malarstwo na szkle Janiny Jarosz i Zdzisława Walczaka” – Kraków, Pałac Pod Baranami.
- 1985 r. „Na szkle malowane” – Kalisz, galeria PP. „Desa”.
- 1987 r. Wystawa indywidualna – Nowy Sącz, Klub Ziemi Sądeckiej.
- 1987 r. „Wierchowe Nuty” – Katowice, Centrum Kultury.
- 1989 r. Trzy wystawy indywidualne na Dniach Polskiej Twórczości Ludowej – Moskwa, Centrum Kultury Polskiej i Dom Architekta oraz Krasnogorsk – Dom Kultury.
- 1989 r. „Polsk kunst” – Norwegia, Straumsbukta.
- 1989 r. „Polsk kunst” – Norwegia, Tromsø.
- 1989 r. „Polsk kunst” – Norwegia, Hämmerfest.
- 1990 r. „Janoškowe Dni” – Słowacja, Terchová i Žilina.
- 1992 r. „Mal’ovane na sklé” – Słowacja, Stary Smokovec.
- 1995 r. Pokaz malowania na szkle i wystawa – Sandomierz, otwarcie nowej linii produkcji szkła FLOAT (pierwszej w Polsce) – Pilkington Sandoglass Sp. z o.o.
- 1995 r. Spotkania u Damroki – Toruń, Muzeum Etnograficzne skansen.
- 1995 r. Wystawa indywidualna – Zielona Góra, Filharmonia.
- 1996 r. Wystawa indywidualna na międzynarodowym festiwalu „Akademická Nitra '96” – Słowacja, Nitra.
- 1996 r. Wystawa indywidualna na międzynarodowym festiwalu „Janošikové dni '96” – Terchová.
- 1996 r. „Tatry – przyroda i ludzie” – Gołuchów, Muzeum Leśnictwa.
- 1997 r. Wystawa indywidualna – Lublin, Krajowy Dom Twórczości Ludowej.
- 1997 r. „Wystawa malarstwa na szkle Janiny Jarosz” – Zakopane, Muzeum TPN.
- 1999 r. „Śklane obrozecki” – Łódź, Centrum Kultury Młodych.
- 1999 r. Wystawa indywidualna na Festiwalu „XXXIV Folklórne slávnosti pod Poľanou” – Słowacja, Detva.
- 2000 r. „Śklane obrozecki” – Zakopane, Związek Podhalan.
- 2001 r. „Mój śklany świat” Zakopane, Galeria Politechniki Krakowskiej „Stara Polana”.
- 2004 r. „Spomienky na skle” – Słowacja, Turzovka.
- 2004 r. „Na skle malované” – Słowacja, Zvolen.
- 2006 r. „Święci w szkle zaklęci” – Warszawa, Kościół Środowisk Twórczych pw. Św. Br. Alberta i Św. A. Apostoła.
- 2006 r. „W świecie śklanych obrazków” – Szydłowiec, Muzeum Ludowych Instrumentów Muzycznych.
- 2008 r. Wystawa w ramach Dni kultury Polskiej w Peru – Lima.
- 2008 r. „Moje Anioły” – Łódź, Klub Nauczyciela.
- 2009 r. „Marzenia Pędzlem Malowane” w kręgu najwybitniejszych nieprofesjonalnych malarzy polskich – Warszawa i Góra Kalwaria, Galeria ETNIK.
- 2009 r. „Moja Pasja” – Warszawa, Galeria „Serenissima”.

## Nagrody, dyplomy i wyróżnienia
- 1976 r. – III miejsce – „Dziecko w sztuce ludowej” – Toruń, ogólnopolski.
- 1976 r. – II miejsce – „Malarstwo na szkle Karpat Polskich” – Rabka.
- 1977 r. – wyróżnienie – „Piękno Ziemi Sądeckiej” – N. Sącz.
- 1977 r. – wyróżnienie – „Rodzina w polskiej sztuce ludowej” – Warszawa, ogólnopolski.
- 1977 r. – wyróżnienie – „Polsko-Radzieckie braterstwo broni” – Warszawa, ogólnopolski.
- 1978 r. – II miejsce – „Kobieta w malarstwie ludowym” – Rabka, ogólnopolski.
- 1978 r. – III miejsce – „Rolnik i jego praca” – Kraków – ogólnopolski.
- 1978 r. – wyróżnienie – „Piękno Ziemi Sądeckiej” – N. Sącz.
- 1980 r. – wyróżnienie – „Jan Kochanowski w twórczości ludowej” – Radom, ogólnopolski.
- 1980 r. – I miejsce – „Wisła w sztuce ludowej” – Toruń, ogólnopolski.
- 1983 r. – I miejsce – „Wojsko Polskie w sztuce ludowej” – Warszawa, ogólnopolski.
- 1983 r. – II miejsce – „Plastyka obrzędowa” – Toruń, ogólnopolski (za „światy”).
- 1983 r. – II miejsce – „Czarna Madonna” – Rabka.
- 1984 r. – wyróżnienie – „Jan Kochanowski” – Radom, ogólnopolski.
- 1984 r. – wyróżnienie – „Ojczyzna” – Lublin, ogólnopolski.
- 1986 r. – wyróżnienie – „90-lecie ruchu ludowego” – Warszawa, ogólnopolski.
- 1988 r. – wyróżnienie – „Ziemia bliska sercu” – Toruń, ogólnopolski.
- 1988 r. – wyróżnienie – „Zbójnictwo tatrzańskie” – Zakopane.
- 1989 r. – I nagroda – „II Ogólnopolskie Biennale Sztuki Nieprofesjonalnej” – Skawina.
- 1999 r. – I nagroda – V Ogólnopolski Konkurs im. ks. Jakuba Wujka na sztukę ludową i amatorską o tematyce biblijnej – Wągrowiec.
- 2000 r. – wyróżnienie – Konkurs Sztuki Ludowej na 1 Dniach Europejskiej Kultury Ludowej Częstochowa – ogólnopolski.
- 2001 r. – I nagroda – Ogólnopolski Konkurs Plastyczny w 100-lecie Postawienia Krzyża na Giewoncie – Zakopane.
- 2002 r. – III nagroda – „Patroni Europy w sztuce” I Międzynarodowy Konkurs Plastyczny Bielsko-Biała.
- 2003 r. – I nagroda – „Św. Michał Archanioł w malarstwie na szkle” – Bielsko-Biała, ogólnopolski.
- 2004 r. – nagroda im. Oskara Kolberga